# Prosenik
Prosenik (bulgariska: Просеник) är ett distrikt i Bulgarien.   Det ligger i kommunen Obsjtina Ruen och regionen Burgas, i den östra delen av landet, 300 km öster om huvudstaden Sofia.
Trakten runt Prosenik består till största delen av jordbruksmark. Runt Prosenik är det ganska tätbefolkat, med 160 invånare per kvadratkilometer.